# Tat'jana Afanas'eva
Tat’jana Alekseevna Afanas’eva (in russo Татьяна Алексеевна Афанасьева?; Kiev, 19 novembre 1876 – Leida, 14 aprile 1964) è stata una matematica olandese di origine russa, che compì studi nei campi di meccanica statistica, termodinamica, entropia, calcolo delle probabilità e didattica della matematica.

## Vita
Afanas'eva nacque a Kiev, in Ucraina, allora parte della Russia imperiale.
Dopo la morte del padre crebbe insieme a uno zio a Pietroburgo, dove frequentò l'università femminile e la scuola per insegnanti.
Nel 1902 si trasferì all'Università di Gottinga, dove incontrò Paul Ehrenfest, matematico e fisico austriaco. Tatjana e Paul si sposarono il 21 dicembre 1904 e nel 1907 si trasferirono nuovamente a San Pietroburgo. Nel 1912 si trasferirono definitivamente a Leida, nei Paesi Bassi, dove Paul Ehrenfest aveva ottenuta la cattedra lasciata da Hendrik Lorentz presso la locale Università. Con Paul Ehrenfest Tatjiana ebbe quattro figli: due maschi e due femmine. Una delle figlie, Tatjana Pavlovna Ehrenfest diventò anche lei una matematica, mentre il figlio Paul jr. fu un fisico.

## Lavoro
Afanasjeva lavorò a stretto contatto col marito. Il suo più celebre lavoro fu la realizzazione di una panoramica classica della meccanica statistica di Ludwig Boltzmann.
Ha pubblicato inoltre un libro e innumerevoli articoli su diversi argomenti dal comportamento casuale nella termodinamica all'entropia. 
Una particolare settore che seguì con passione fu la didattica della geometria per bambini.